# Sobór Zwiastowania w Sendai
Sobór Zwiastowania – prawosławny sobór w Sendai, katedra eparchii Sendai i wschodniej Japonii.
Pierwszy prawosławny sobór w Sendai powstał w 1891 w stylu neobizantyjskim i został poświęcony przez biskupa Mikołaja (Kasatkina), kierującego rosyjską misją prawosławną w Japonii. Świątynia miała służyć społeczności prawosławnej formującej się od początku lat 70. XIX wieku, dzięki działalności misji. Połowa kosztów budowy obiektu została przekazana w darze przez rosyjski klasztor św. Pantelejmona na górze Athos, którego mnisi ofiarowali dla soboru Zwiastowania również pięć dzwonów i ikonostas.
9 lipca 1945 w czasie nalotu na Sendai cerkiew oraz sąsiadujące z nią budynki użytkowane przez pracowników parafii zostały całkowicie zniszczone. 19 kwietnia 1959 miało miejsce uroczyste poświęcenie odbudowanego soboru. W 1998 budynek został poświęcony powtórnie po gruntownym remoncie.
Sobór przetrwał trzęsienie ziemi u wybrzeży Honsiu w 2011 mimo poważnych zniszczeń w Sendai. Rok później sobór odwiedził patriarcha moskiewski i całej Rusi Cyryl.